# هلن ویلس
 هلن ویلس (انگلیسی: Helen Wills؛ زاده ۶ اکتبر ۱۹۰۵ درگذشته ۱ ژانویهٔ ۱۹۹۸) یک تنیس‌باز اهل ایالات متحده آمریکا بود.